# Perryville (Missouri)
Perryville – miasto w Stanach Zjednoczonych, w stanie Missouri, siedziba administracyjna hrabstwa Perry.